# Café au lait
Café au lait (fransk for "kaffe med mælk") er kaffe serveret blandet med varm mælk, som regel én del kaffe og mindst tre dele mælk. Café au lait svarer til "Caffè latte" (Italien), "Café con leche" (Spanien) og "Café com leite" (Portugal).

## Café au lait i revolutionstiden
I sine betragtninger over livet i Paris i 1780'erne, skriver Louis-Sébastien Mercier om drikken: "På gadehjørnerne, i strålerne fra en bleg lanterne, står kvinderne med store blikkar på ryggen, og serverer kaffe derfra i skåle af ler for to sols pr styk. Der er ikke megen sukker i den, men arbejderen elsker denne kaffe med mælk i. Hvem ville have troet, at sammenslutningen af drikkeforretninger ville påkalde sine statutter for at få stoppet denne fuldt lovlige omsætning? De vil sælge den samme kop kaffe for over det dobbelte i sine spejlklædte etablissementer. Men arbejderne har ikke brug for at spejle sig, mens de indtager morgenmaden. – Forresten har vanen med at drikke café au lait taget fuldstændigt over, og er så udbredt, at den er blevet arbejderens almindeligste morgenmad. Den er ikke dyr, smager af meget, og har mere næring end det meste andet. Resultatet er, at de drikker vanvittige mængder af den. De siger, at kaffen som regel holder dem gående til ud på aftenen. Dermed behøver de ikke mere end to måltider om dagen: Frokost og aftenens persillade, af persille, hvidløg og kødrester." 